# Christian Hülsmeyer
Christian Hülsmeyer (Eydelstedt, 25 december 1881 – Ahrweiler, 31 januari 1957) was een Duitse wetenschapper en de grondlegger van de moderne radartechniek.
Al op de lagere school in zijn geboortedorp Eydelstedt in Nedersaksen zag zijn onderwijzer dat de jonge Hülsmeyer een begaafde leerling was. Hij zorgde ervoor dat deze kon gaan studeren in Bremen. In eerste instantie wilde Hülsmeyer leraar worden. Hij was echter ook hevig geïnteresseerd in de natuurkunde, met name in de experimenten van Heinrich Hertz met radiogolven. Hij voerde zelf ook experimenten uit en ontwikkelde de theorie dat deze golven worden gereflecteerd door metalen voorwerpen. Zijn doel was om een apparaat te ontwerpen dat deze theorie zou toepassen en in staat zou zijn om metalen voorwerpen te detecteren.
Hij verliet de lerarenopleiding en ging aan de slag bij het Siemens concern. In 1902 vertrok hij naar Düsseldorf om daar verder te werken aan zijn theorie en de praktische toepassing ervan. Om zijn plannen te financieren richtte hij met Heinrich Mannheim als geldschieter en partner een bedrijf op: de "Telemobiloskop-Gesellschaft Hülsmeyer und Mannheim". Telemobiloscoop was de naam die hij aan zijn uitvinding had gegeven.
Op 30 april 1904 vroeg hij in Duitsland patent aan voor een "apparaat voor uitzending en ontvangst van Hertz-golven, ter indicatie van en waarschuwing voor de aanwezigheid van een metalen voorwerp, zoals schepen of treinen, in de lijn van de uitzending van deze golven". Dit werd gevolgd door een identieke patentaanvraag in Groot-Brittannië in juni 1904, evenals in diverse andere Europese landen. Het Britse patent werd al in september van hetzelfde jaar toegekend.
Op 18 mei 1904 gaf Hülsmeyer de eerste demonstratie van zijn apparaat bij de Hohenzollern-brug in Keulen. Hij had het apparaat aan de oever geplaatst en zond de golven over een afstand van 3 kilometer over de lengte van de rivier. Telkens wanneer een schip zich in de bundel van de radiogolven bevond, klonk er een bel. Op 9 juni van dat jaar volgde een tweede demonstratie in Rotterdam tijdens een congres van directeuren van internationale scheepvaartmaatschappijen. Op dat moment was het echter al duidelijk dat het apparaat in staat zou moeten zijn om niet alleen de richting, maar ook de afstand tot een schip te bepalen. Hülsmeyer diende ook hiervoor een patentaanvraag in, die echter in eerste instantie werd afgewezen. Enige maanden later werd een aangepaste aanvraag voor hetzelfde patent wel toegewezen.
Het is onduidelijk waar en waarom het precies misging. Wat wel zeker is, is dat de oorspronkelijke belangstelling vanuit de scheepvaartindustrie afnam en dat Hülsmeyer er niet in slaagde een goed werkend en praktisch apparaat te bouwen. Hij investeerde in totaal 25.000 Reichsmark in de ontwikkeling van zijn Telemobiloscoop, zonder resultaat. Dankzij enkele andere patenten werd hij echter wel een rijke man.